# Via Svizzera

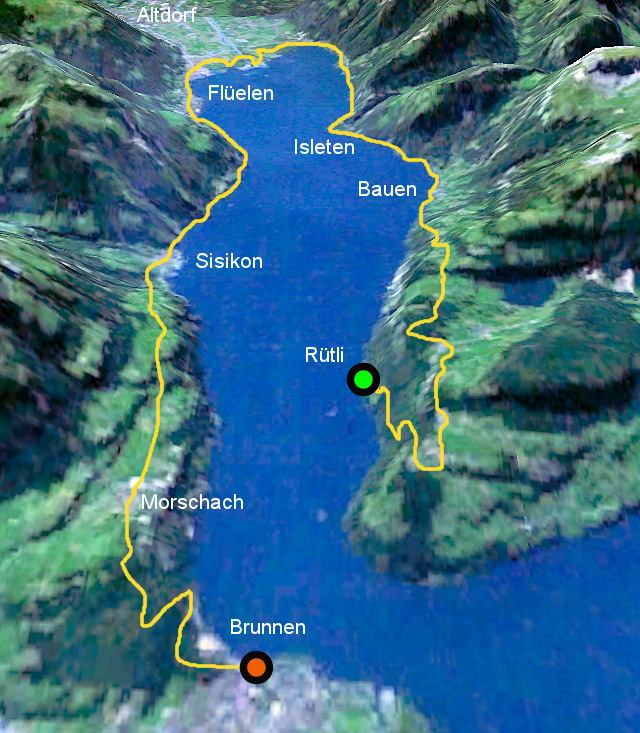
Via Svizzera

La via Svizzera è un sentiero che si snoda lungo il Lago dei Quattro Cantoni, creato nel 1991 in occasione del 700º anniversario della confederazione svizzera.

## Percorso
Il sentiero ha come partenza il praticello del Grütli e finisce a Brunnen presso la Platz der Auslandschweizer (in italiano, "piazza degli Svizzeri all'estero"). È lungo 35 km ed è stato concepito con l'apporto di tutti i cantoni svizzeri. Ogni cantone ha un tratto a esso dedicato, delimitato da pietre recanti lo stemma, in ragione di 5 millimetri per ogni abitante. Le tratte seguono l'ordine col quale i cantoni sono entrati a far parte della Confederazione. 
Il sentiero è percorribile in entrambe le direzioni ed il tempo di percorrenza è di circa 10-11 ore, quindi è consigliabile percorrerlo in due o tre giorni a seconda delle condizioni. In quasi tutte le tappe ci sono alberghi e sono raggiungibili con il treno o in battello.